# Diaulomorpha aeneiscapus
Diaulomorpha aeneiscapus är en stekelart som först beskrevs av Girault 1926.  Diaulomorpha aeneiscapus ingår i släktet Diaulomorpha och familjen finglanssteklar. Inga underarter finns listade i Catalogue of Life.